# Repovesi Nationalpark
Repovesi Nationalpark (finsk: Repoveden kansallispuisto) er en 15 km2 stor nationalpark der blev oprettet i 2003. Den ligger i kommunerne Kouvola og Mäntyharju, kun få timer nordøst for det mere folkerige Helsinki-område i det sydlige Finland. Tidligere var det et sted for intensivt kommercielt skovbrug, men Repovesi-området blev med succes omdannet til en uberørt nationalpark. Fyr og birketræer dominerer parken, der bugner af dyreliv, bl.a. bjørne, hjorte og forskellige fugle. Floden Koukunjoki flyder gennem parken. Andre vandløb og søer ligger også inden for parkens grænser.
Blandt populære attraktioner er Olhavanvuori-bakken, blandt klatrere, og Kultareitti -vandtaxiruten. I parken ligger Kuutinlahti-bugten med restaurerede kanaler til tømmerflådning, Lapinsalmi-hængebroen og mange observationstårne .
Faunaen i parken omfatter den rødstrubet lom, eurasiske los, elg, mange ugler og flere hønsefugle .